# Anthene connexa
Anthene connexa är en fjärilsart som beskrevs av Schultze och Aurivillius 1910/11. Anthene connexa ingår i släktet Anthene och familjen juvelvingar. Inga underarter finns listade i Catalogue of Life.